# Yüreğir

Das Zeichen der Yüreğir

Die Yüreğir waren ein oghusischer Stamm.
Mahmud al-Kāschgharī erwähnte sie unter dem Namen Yüregir als einen der 24 oghusischen Stämme. Als Totemtier hatten sie einen Rotfußfalken. Ihr Stammesname bedeutet im Alttürkischen der, dessen Geschäfte gut laufen.